# Stade de la Licorne
Stade de la Licorne este un stadion cu multiple utilizări din Amiens, Franța. În prezent este folosit mai ales pentru meciurile de fotbal și este stadionul principal al echipei Amiens SC. Stadionul poate găzdui 12.097 de persoane și a fost construit în 1999. Primul meci organizat pe stadion a fost meciul din cadrul Trophée des Champions dintre FC Nantes Atlantique și FC Girondins de Bordeaux din 24 iulie 1999. Stadionul are un neobișnuit acoperiș transparent mare.
RC Lens și-a jucat aici meciurile de pe teren propriu în sezonul 2014-2015, deoarece Stade Bollaert-Delelis era în proces de renovare pentru Campionatul European din 2016.